# W-Ursae-Majoris-Stern
W-Ursae-Majoris-Sterne, auch W-Ursae-Majoris-Veränderliche, (GCVS-Systematikkürzel: EW) sind bedeckungsveränderliche Sterne, deren Doppelsternenpaar in Oberflächenkontakt steht und einen kontinuierlichen Lichtwechsel zeigt. Sie sind von einer gemeinsamen Hülle umgeben, die sich zwischen der inneren und der äußeren Roche-Grenze gebildet hat. Sie sind benannt nach dem Prototyp W Ursae Majoris.

## Eigenschaften

### Spektrum
W-Ursae-Majoris-Sterne weisen meistens eine Spektralklasse von F bis K auf, wobei ihre Komponenten ungefähr gleich hell bei einer unterschiedlichen Masse sind.

### Lichtkurve
Die Bahnperiode liegt meistens unter einem Tag, wobei fast alle Perioden zwischen 0,22 und 0,8 Tagen liegen. Die Amplitude im Visuellen Licht ist dabei gewöhnlich geringer als 0,8 Magnituden, wobei die beiden Minima sich nur geringfügig unterscheiden.
Die Lichtkurve unterscheidet sich von der diskreten Verdunkelung klassischer Bedeckungsveränderlicher durch eine kontinuierliche Helligkeitsveränderung. Dies ist eine Folge der elliptischen Form der Sterne aufgrund der Nähe, wobei sich diese durch gravitative Verzerrung und die Zentrifugalkraft einstellt. Die Lichtkurve wiederholt sich häufig nicht streng, da aufgrund der kurzen Umlaufdauer und des konvektiven Energietransports in der Hülle stellare Aktivität auftritt. Sternflecken und Flares werden daher häufig beobachtet. Charakteristisch für W-Ursae-Majoris-Sterne ist weiterhin der konstante Farbindex über den gesamten Lichtwechsel, der auch zur Unterscheidung von pulsierenden Veränderlichen wie Delta-Scuti-Sternen und RR-Lyrae-Sternen genutzt wird. Aus dem konstanten Farbindex folgt eine annähernd identische Oberflächentemperatur für zwei Sterne mit unterschiedlichen Massen. Dies ist ein Verstoß gegen das Vogt-Russell-Theorem, wonach die Masse und chemische Zusammensetzung eindeutig sowohl den Radius als auch die Leuchtkraft des Sterns festlegt. Heute wird davon ausgegangen, dass ein W-Ursae-Majoris-Stern in eine gemeinsame Hülle eingebettet ist und dies zu der identischen Oberflächentemperatur führt.

#### O’Connell-Effekt
Bei vielen Kontaktsystemen und besonders bei W-Ursae-Majoris-Veränderliche kann der O’Connell-Effekt beobachtet werden, bei dem die Maxima in der Lichtkurve eine unterschiedliche Höhe von bis zu 0,1 Magnituden zeigen. Die Asymmetrie im Lichtwechsel nimmt zu, je stärker die Sterne elliptisch verzerrt sind sowie je größer das Verhältnis der Radien der Sterne ist. Der O’Connell-Effekt wird wahlweise als die Folge eines heißen Flecks zwischen den beiden Sternen aufgrund eines Massenaustausches, Sternflecken auf den Komponenten des Doppelsternsystems sowie durch zirkumstellare Materie in einem Ring um den Bedeckungsveränderlichen erklärt. Damit geht einher das sogenannte W-Phänomen. Danach tritt das tiefere Minimum des Bedeckungslichtwechsels bei den meisten W-UMa-Sternen auf, wenn der Sekundärstern vom massereicheren Primärstern bedeckt wird. Dies wird mit einer Ansammlung von Sternflecken auf dem Primärstern in Verbindung gebracht, wodurch die durchschnittliche Temperatur seiner Photosphäre niedriger liegt als die seines Begleiters.

### Untergruppen
Die W-Ursae-Majoris-Sterne werden in die folgenden Subklassen unterteilt:
- Typ A: Der massereichere Stern von beiden verfügt über den größeren Radius und eine höhere effektive Temperatur, wobei beide Sterne eine höhere Oberflächentemperatur haben als die Sonne mit einem Spektraltyp A oder F bei einer Bahnumlaufdauer von 0,4 bis 0,8 Tagen
- Typ W: Der massereichere Stern hat einen größeren Radius und eine niedrigere effektive Temperatur als sein Partner. Beide Sterne verfügen über eine Spektralklasse G oder K mit einer Umlaufzeit von 0,22 bis 0,4 Tagen
- Typ H: Diese W-Ursae-Majoris-Sterne verfügen über ein Massenverhältnis q = M1 / M2 von mehr als 0,72. Bei diesen Doppelsternen ist der Energietransfer zwischen den Komponenten sehr ineffizient.

### Vorkommen in Sternkatalogen
Der General Catalogue of Variable Stars listet aktuell etwa 3500 Sterne mit dem Kürzel EW, womit 7 % aller Sterne in diesem Katalog zur Klasse der W-Ursae-Majoris-Sterne gezählt werden.

## Entwicklung
Die Gesamtmasse eines W-Ursae-Majoris-Doppelsternsystems überschreitet nicht 2,5 Sonnenmassen. Der Primärstern befindet sich in seiner Entwicklung auf der Hauptreihe, während der Begleiter mit einer geringeren Masse über einen bis zu siebenmal größeren Radius verfügt als ein Einzelstern mit einer identischen Masse und chemischen Zusammensetzung. Der vergrößerte Durchmesser könnte die Folge eines konvektiven Energietransfers von dem Primärstern zu dem Begleiter sein.
W-Ursae-Majoris-Veränderliche und weitere Kontaktsysteme treten weder in Sternentstehungsgebieten noch in jungen offenen Sternhaufen auf. Sie sind dagegen häufig in den älteren offenen Sternhaufen mit einem Alter von mehr als einer Milliarde Jahre sowie den circa 12 Milliarden Jahre alten Kugelsternhaufen zu finden. Kontaktsysteme entstehen in einem zeitlichen Prozess, der als magnetischer Drehmomentverlust bezeichnet wird. Da bei engen, zunächst noch getrennten Doppelsternsystemen die Rotation der Sterne gebunden ist, kann die Rotationsdauer dieser Sterne nur identisch sein mit der Umlaufdauer im Doppelsternsystem von einigen Tagen. Weil an der Oberfläche der späten Sterne Konvektion den Energietransport dominiert, bilden sich globale Magnetfelder aus. Die im Sternwind abgegebene Materie ist ionisiert, daher im Magnetfeld eingefroren und muss der Rotation des Sterns folgen. Dieses Mitschleppen vermindert den im Doppelsternsystem vorhandene Drehimpuls und in der Folge verringert sich der Abstand zwischen den beiden Komponenten, bis sie eine gemeinsame Hülle bilden. Bei massereicheren W-Ursae-Majoris-Veränderliche dominiert die nukleare Entwicklung. Nach dem Erschöpfen der Wasserstoffvorräte durch thermonukleare Prozesse expandiert der Stern, um im hydrostatischen Gleichgewicht zu bleiben und gerät dadurch in Kontakt mit seinem Begleiter. Dieser Entwicklungsweg ist charakteristisch für die W-UMa-Sterne vom Typ A. Bei beiden Entwicklungswegen ist das Doppelsternsystem nur für 10 Prozent seiner charakteristischen Lebensdauer von bis zu circa 8 Milliarden Jahren im Kontakt und tauscht Materie aus. Das Massenverhältnis ist dabei nicht extremer als ein Zehntel.
Durch den stetigen Austausch von Materie und Energie zwischen den beiden Sternen in einer gemeinsamen Hülle verringert sich der Gesamtdrehimpuls des Doppelsternsystems weiter. Daher nimmt der Abstand zwischen den beiden Komponenten ab, bis die beiden Sterne verschmelzen. Beim Vorgang der Verschmelzung eines engen Doppelsternsystems wird eine große Menge an Energie frei und dies wird als Leuchtkräftige Rote Nova beobachtet. Im Fall von V1309 Sco ist sogar die Bedeckungsveränderlichkeit vor dem Ausbruch dokumentiert worden. Als Ergebnis der Leuchtkräftigen Roten Nova bildet sich ein schnell rotierender Einzelstern bestehend aus der Masse der beiden Komponenten des Doppelsternsystems. Als Nachfolger dieser Verschmelzung werden die FK-Comae-Berenices-Sterne sowie die Blauen Nachzügler angesehen.

## Periodenverteilung
Die Verteilung der Umlaufdauer dieser Kontaktsysteme hat ein Maximum um 0,37 Tagen. Zu kleineren Perioden hin fällt die Häufigkeit schnell ab und unterhalb von 0,21 Tagen ist kein W-Ursae-Majoris-Stern bekannt. Diese Verteilung wird als eine Folge eines instabilen Massentransfers erklärt. Der primäre Stern in einem so engen Kontaktsystem hat die Eigenschaft, dass sein Radius bei einem Verlust von Masse schneller anwächst als die Roche-Grenze im Doppelsternsystem. Die Folge ist ein exponentielles Anwachsen der Massentransferrate, wenn diese Periodenuntergrenze erreicht wird. Dadurch kommt es zu  einem schnellen Verschmelzen des Doppelsternsystems und das Ergebnis ist ein mit hoher Geschwindigkeit rotierender Einzelstern.
Eine Suche nach Kontaktsystemen am unteren Ende der Periodenverteilung mit Hilfe der Daten aus dem SuperWASP-Experiment hat gezeigt, dass nur 3 von 53 Systemen eine starke Verkürzung der Umlaufdauer zeigen. Diese Periodenänderungen können weder durch magnetische Wechselwirkung noch durch Abstrahlung von Gravitationswellen verursacht werden. Allerdings ist die geringe Anzahl für Doppelsternsysteme mit eventuell instabilem Massentransfer ein Problem für die jetzigen Hypothesen und auch nicht statistisch signifikant, da es eine vergleichbare Anzahl von Kontaktsystemen mit starken Periodenverlängerungen gibt.
Eine Periodenuntergrenze von 0,21 Tagen scheint nicht für Hauptreihensterne bestehend aus zwei M-Zwergen zu bestehen. Es wurden sogar getrennte Systeme unterhalb der Periodengrenze gefunden und die kürzeste bekannte Umlaufdauer in einem Kontaktsystem aus zwei M-Zwergen beträgt 0,112 Tage. Bisher war angenommen worden, dass zwei M-Zwerge in der Hubblezeit noch nicht genügend Drehmoment verloren haben können, um zu so kurzen Perioden zu gelangen. Ob M-Zwerge durch gekoppelte stellare Aktivität in der Lage sind, schneller Drehmoment umzuwandeln, oder ob sie bereits als ein sehr enges Doppelsternsystem aus der Sternentstehung hervorgehen, ist Gegenstand aktueller Forschung.
Die Umlaufperioden von Kontaktsystemen, gemessen als der Abstand zwischen zwei Minima, variiert mit einer Amplitude von bis zu 0,01 Tagen mit einer Quasiperiode von einigen hundert Tagen. Dies wird verursacht von Sternflecken auf der Oberfläche der Sterne. Sternflecken sind Gebiete mit geringerer Oberflächentemperatur, die durch ihre Lage auf der Hemisphäre den Zeitpunkt minimaler Helligkeit verschieben können. Die Quasiperioden sind wiederum sind das Ergebnis einer differentiellen Rotation der Sterne.

## Beispiele
- W Ursae Majoris
- KIC 9832227
- 44 Bootis B